# CST2
CST2 (англ. Cystatin SA) — білок, який кодується однойменним геном, розташованим у людей на короткому плечі 20-ї хромосоми. Довжина поліпептидного ланцюга білка становить 141 амінокислот, а молекулярна маса — 16 445.
| 10         |  | 20         |  | 30         |  | 40         |  | 50         |
| ---------- |  | ---------- |  | ---------- |  | ---------- |  | ---------- |
| MAWPLCTLLL |  | LLATQAVALA |  | WSPQEEDRII |  | EGGIYDADLN |  | DERVQRALHF |
| VISEYNKATE |  | DEYYRRLLRV |  | LRAREQIVGG |  | VNYFFDIEVG |  | RTICTKSQPN |
| LDTCAFHEQP |  | ELQKKQLCSF |  | QIYEVPWEDR |  | MSLVNSRCQE |  | A          |

A: Аланін

C: Цистеїн

D: Аспарагінова кислота

E: Глутамінова кислота

F: Фенілаланін

G: Гліцин

H: Гістидин

I: Ізолейцин

K: Лізин

L: Лейцин

M: Метіонін

N: Аспарагін

P: Пролін

Q: Глутамін

R: Аргінін

S: Серин

T: Треонін

V: Валін

W: Триптофан

Кодований геном білок за функціями належить до інгібіторів протеаз, інгібітор тіолових протеаз.
Секретований назовні.